# Кальвинизм
Кальвини́зм — направление протестантизма, созданное и развитое французским теологом и проповедником Жаном Кальвином. Современный кальвинизм существует в трёх формах: пресвитерианство, реформатство и конгрегационализм. Вместе с тем кальвинистские взгляды имеют распространение и в иных протестантских деноминациях, включая баптистов, пуритан, пятидесятников, методистов, евангельских христиан, а также представителей парахристианских учений, например, мормонов.

## История

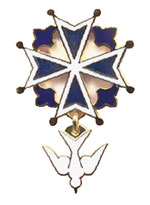
Символ (знак) кальвинистов

Несмотря на то, что кальвинизм номинально должен начинаться с Жана Кальвина, его историю часто возводят к Ульриху Цвингли. Во многом это объясняется не формальной, а содержательной стороной вопроса.
История Реформации начинается 31 октября 1517 года, когда Мартин Лютер прибил 95 тезисов к воротам церкви в Виттенберге. Однако лютеранство не стало единственным направлением в протестантизме.

### Швейцарско-немецкий кальвинизм
В 1529 году во время Марбургского диспута обозначился раскол между лютеранами (немецкими протестантами) и реформатами (швейцарскими протестантами), которых представлял Ульрих Цвингли. При общей приверженности идеям Реформации их разделил вопрос о причастии. Реформаты настаивали на символическом характере причастия, тогда как Лютер утверждал, что в Евхаристии христиане принимают истинное тело и кровь Христа. Цвингли рано погиб в столкновениях с католиками (1531), но дело его Реформации продолжил обосновавшийся в Швейцарии француз Жан Ковен (Кальвин). Связующим звеном между Цвингли и Кальвином был Гийом Фарель. В 1536 году швейцарские протестанты приняли Гельветское исповедание, затем в год окончания католического Тридентского собора (1563) был принят Гейдельбергский катехизис.

### Французский кальвинизм
Попытка кальвинистов закрепиться во Франции, где они были известны под именем гугенотов, не имела успеха. Впервые они о себе заявили в 1534 году в ходе так называемого «Дела о листовках». 
В 1559 году состоялся первый гугенотский синод, на котором было принято Галликанское исповедание. В 1560 году примерно 10 % населения Франции были гугенотами (чуть менее 2 миллионов человек). 
Всю вторую половину XVI века во Франции полыхали Гугенотские войны. Оплотом гугенотов были города Орлеан, Ла-Рошель, Ним, Тулуза. В 1572 году католики убили около 3 тысяч кальвинистов в Париже в ходе т. н. Варфоломеевской ночи. Тем не менее гугенотам удалось добиться себе некоторых послаблений благодаря Нантскому эдикту (1598), который был отменён в 1685 году.

### Восточноевропейский кальвинизм
Очень рано проник кальвинизм в два важных государства Восточной Европы: Венгрию и Речь Посполитую. В 1567 году Гельветское исповедание распространилось в Венгрии, где его приняла верхушка княжества Трансильвания и образовалась влиятельная Венгерская реформатская церковь, которая ныне охватывает пятую часть верующих венгров.
В Речи Посполитой кальвинизм не стал массовым движением, однако им активно заинтересовалась шляхта. Первая кальвинистская община образуется в 1550 году в городе Пиньчув. В Великом Литовском княжестве (современная Белоруссия) активным проводником кальвинизма был Николай Радзивилл. По его инициативе кальвинистским пастором Клецка становится Симон Будный. Значительно ослабили кальвинизм идеи антитринитариев, которые проповедовали польские братья и социане. В 1570 кальвинисты попытались объединиться с другими протестантами против католиков, заключив Сандомирский договор. В ходе Контрреформации зачатки кальвинизма были вытравлены из Речи Посполитой, а поляки и литовцы остались преимущественно в католическом исповедании.
Также в результате кальвинистских гонений, в Речь Посполитую, в частности в Великое Княжество Литовское, прибыло более 40 тысяч шотландцев, исповедующих кальвинизм.

### Голландский кальвинизм
Кальвинисты прочно закрепились в Голландии, где в 1571 году образовалась Нидерландская реформатская церковь. В 1566 году они инициировали Иконоборческое восстание, положившее начало Нидерландской революции. В 1618 году состоялся Дордрехтский синод, подтвердивший Гейдельбергский катехизис. Вместе с голландскими колонистами кальвинизм проник в 1652 году в Южную Африку, где появилась Голландская реформатская церковь Южной Африки. Из Голландии кальвинисты проникли в Великобританию, где они стали известны под именем пуритан. Кальвинизм оказал значительное влияние на формирование голландского национального характера.

### Англосаксонский кальвинизм
Кальвинисты сыграли также важную роль в Английской революции, богословский результат которой неочевиден. С одной стороны, Церковь Англии разделяет кальвинистскую теологию (Вестминстерское исповедание 1648 года), однако радикальные кальвинисты усмотрели в англиканстве слишком много «папистских» черт в пышной церковной иерархии. Несогласные кальвинисты разделились на конгрегационалистов и пресвитериан. Первые обосновались в британской колонии Новая Англия и сыграли важную роль в Американской революции XVIII века. Вторые же определили религиозную ситуацию в Шотландии.

### Современность
В 1817 году на волне празднования 300-летия Реформации начался процесс сближения кальвинистов и лютеран (Прусская уния).

#### Беларусь
В Беларуси сохранилось около 10 храмов из более 150, которые изначально строились как кальвинские сборы, или передавались кальвинистам в период Реформации, ни один из них сейчас кальвинистам не принадлежит. 
Существуют две общины: реформатов в Минске и пресвитериан в Могилёве (см. религия в Беларуси).

## Доктрина, вероучение
Если Мартин Лютер начал протестантскую Реформацию Католической церкви в XVI веке по принципу «убрать из церкви всё, что явно противоречит Библии», то французский юрист Жан Кальвин пошёл дальше — он убрал из церкви всё, что в Библии не требуется. Поэтому протестантская Реформация церкви по Кальвину (кальвинистское богословие) характеризуется склонностью к рационализму и часто недоверием к мистике.
Центральная доктрина кальвинизма, из которой рационально следуют все остальные доктрины — суверенитет Бога, то есть верховная власть Бога во всём. Из этой доктрины следуют главные отличия кальвинизма от других христианских конфессий (католицизма и православия):
- Толкование Библии на основе только Библии. Любое место Библии толкуется кальвинистами не с позиций какого-либо человеческого авторитета (будь то Папа римский, православный священник, пастор, руководитель какой-то религиозной организации), а исключительно с помощью авторитета Божьего — других мест Библии, как, по мнению кальвинистов, это делал Иисус Христос и как отражено в Вестминстерском исповедании веры 1648 года:

1.9. Непогрешимое правило толкования Писания есть само Писание, и таким образом, когда возникает вопрос об истинном и полном смысле какого-либо места в Писании (которое не бывает многозначно, но однозначно), следует исследовать и познавать другие места, говорящие об этом более ясно.

Среди других отличий кальвинизма от иных христианских конфессий можно отметить следующие:
- Признание богодухновенности только Священного Писания — Библии (см. sola scriptura), откуда следует признание погрешимости любых церковных соборов:

31.4. Все синоды и соборы, созываемые с апостольских времён, будь то общие или поместные, могут ошибаться и многие ошибались, поэтому их решения не являются сами по себе правилами веры или практической деятельности, но принимаются в помощь им (Еф. 2:20; Деян. 17:11; 1Кор. 2:5; 2Кор. 1:24) (Вестминстерском исповедании веры, Глава 31. О Синодах и Соборах, пункт 4)

- Отсутствие монашества, потому что, по мнению кальвинистов, Бог создал мужчин и женщин для создания семьи и рождения детей:

«И сотворил Бог человека по образу Своему, по образу Божию сотворил его; мужчину и женщину сотворил их. И благословил их Бог, и сказал им Бог: плодитесь и размножайтесь, и наполняйте землю, и обладайте ею» (Быт. 1:28), «Источник твой да будет благословен; и утешайся женою юности твоей, любезною ланью и прекрасною серною: груди её да упоявают тебя во всякое время, любовью её услаждайся постоянно» (Прит. 5:18, 19).

- Отрицание необходимости помощи духовенства в спасении людей, ликвидация церковной обрядности (во время богослужения не звучит протяжная духовная музыка, не возжигаются свечи, в церквях чаще всего[7] отсутствуют настенные изображения).
- Принятие доктрины предопределения (исходящая от Божьей воли предустановленность жизни человека и всего мира, его спасения или осуждения) (главы 3, 5, 9—11, 17 Вестминстерского исповедания веры):

«Он избрал нас в Нём прежде создания мира, чтобы мы были святы и непорочны пред Ним в любви, предопределив усыновить нас Себе чрез Иисуса Христа, по благоволению воли Своей… верующих по действию державной силы Его» (Еф. 1:4, 5, 11, 19; 2:4—10), «Уверовали все, которые были предуставлены к вечной жизни» (Деян. 13:48), «Не вы Меня избрали, а Я вас избрал» (Ин. 15:16), «Славлю Тебя, Отче, Господи неба и земли, что Ты утаил сие от мудрых и разумных и открыл то младенцам; Ей, Отче! ибо таково было Твоё благоволение» (Мф. 11:25, 26).

- Признавая доктрину о двойном предопределении, кальвинисты тем не менее говорят, что спасение подаётся только по вере во Христа и дела веры для спасения не нужны, но по ним определяется, истинна ли чья-либо вера или нет. Есть дела, значит есть вера. Понять это можно одним простым уравнением — вера — спасение и дела, а не вера и дела — спасение.
- Регулятивный принцип.